# Xã Spring Creek, Quận Custer, Nebraska
Xã Spring Creek (tiếng Anh: Spring Creek Township) là một xã thuộc quận Custer, tiểu bang Nebraska, Hoa Kỳ. Năm 2010, dân số của xã này là 15 người.